# NGC 7158
NGC 7158 – gwiazda potrójna znajdująca się w gwiazdozbiorze Koziorożca. Skatalogował ją Frank Muller w 1886 roku jako zamgloną gwiazdę. Identyfikacja obiektu wydaje się pewna, mimo to niektóre źródła (np. baza SIMBAD) jako NGC 7158 podają znajdującą się w pobliżu galaktykę LEDA 67698 (PGC 67698).